# Linia kolejowa nr 383
Linia kolejowa nr 383 – łącząca stację Ostrzeszów ze stacją Namysłaki.
Linię otwarto w 1910 roku, w 1988 zawieszono ruch pasażerski a w styczniu 1999 linię zamknięto dla ruchu towarowego. Od dnia 30.08.2008 na odcinku Grabów nad Prosną - Bukownica funkcjonuje Kolej Drezynowa "Grabowska Toczka".